# 에레모시네 펙티나타
에레모시네 펙티나타(Eremosyne pectinata)는 에레모시네속(Eremosyne)의 유일종으로 오스트레일리아 서부의 남부 해안에 자생하는 일년생 초본식물이다.

## 분류
역사적으로 이 종은 범의귀과로 분류했다. 크론퀴스트 분류 체계에서 이 과는 자신의 이름을 딴 에레모시네과로 분류되었으며, APG II 분류 체계에서도 에레모시네과로 다시 분류되었다가 나중에 에스칼로니아과에 통합되었다. 최근의 연구에서 에스칼로니아과와의 유연 관계가 확인되었고, 속씨식물 계통학 웹사이트는 이 종을 이제 에스칼로니아과에 포함시키고 있다.

## 자생지 분포
에레모시네 펙티나타는 웨스턴오스트레일리아주의 워렌 지구에 제한적으로 대규모로 자생한다.